# Église de Toivakka
L’église de Toivakka (finnois : Toivakan kirkko) est une église luthérienne située à Toivakka en Finlande,.

## Description
L'église est conçue par Ludvig Isak Lindqvist dans un style néogothique.
Elle est construite de 1879 à 1882.
L'église est restaurée dans les années 1920 sous la direction d'Alvar Aalto.
Alvar Aalto fabriquera aussi des objets de culte et réalisera entre autres la décoration du plafond et de la chaire et le vitrail au-dessus de l'autel.
En 1973 Pellervo Lukumies réalise les décorations spéciales du plafond.